# ジョン・テイラー (海賊)
ジョン・テイラー(英語:John Taylor)は、18世紀のインド洋で活動していた海賊周航時代の海賊の一人。

## 生涯
1720年8月、テイラーは仲間の海賊エドワード・イングランドとともにコモロ湾のジョハンナ島に向かった｡その島で2人は東インド会社の船カサンドラ号と出くわしたので、これを襲った｡この戦いは海賊側の勝利に終わり乗組員のほとんどは海賊に殺害された。イングランドは、生き残ったカサンドラ号のマクレイ船長とその部下を自身の持ち船ファンシー号に乗せて逃がしてやることにした｡この対応に不満を覚えた海賊たちは、イングランドほか数名の海賊を小さなボートに乗せて追放した。イングランドはマダガスカルでその生涯を閉じた｡
一方、その頃までに海賊たちは重い梅毒にかかっていたので、カサンドラに積み込まれていた医薬品を使って病気を治療した｡その後、テイラーはヴィクトリー号(テイラーの持ち船)とカサンドラ号を率いて殺戮の限りを尽くした｡
1721年4月レユニオン島のサン・ドニにて、フランス人海賊オリビエ・ルバスールと共にポルトガル船ノッサ・セニョラ・ド・カボ号を発見した｡カボ号はインドのゴアを出航後、嵐に遭いブルボン島の港に避難していた。この船はゴア副王ルイス・デ・メネゼス所有のダイヤモンドを運んでいた。海賊たちは計100ポンドの財宝を略奪した後サント・マリー島にて財宝の分配を行った。